# Castor fiber
Il castoro europeo (Castor fiber Linnaeus, 1758) è un roditore appartenente alla famiglia Castoridae, diffuso in Eurasia.
Questa specie di mammifero semiacquatico è stata oggetto di una caccia indiscriminata che lo ha portato quasi a scomparire in Europa. La caccia a questo animale era dovuta sia alla pelliccia sia per il castoreo, una secrezione ghiandolare che trovava impiego come medicamento. Ancora oggi è inserita tra le specie protette indicate dalla Direttiva comunitaria 92/43/CEE (Direttiva Habitat).

## Descrizione

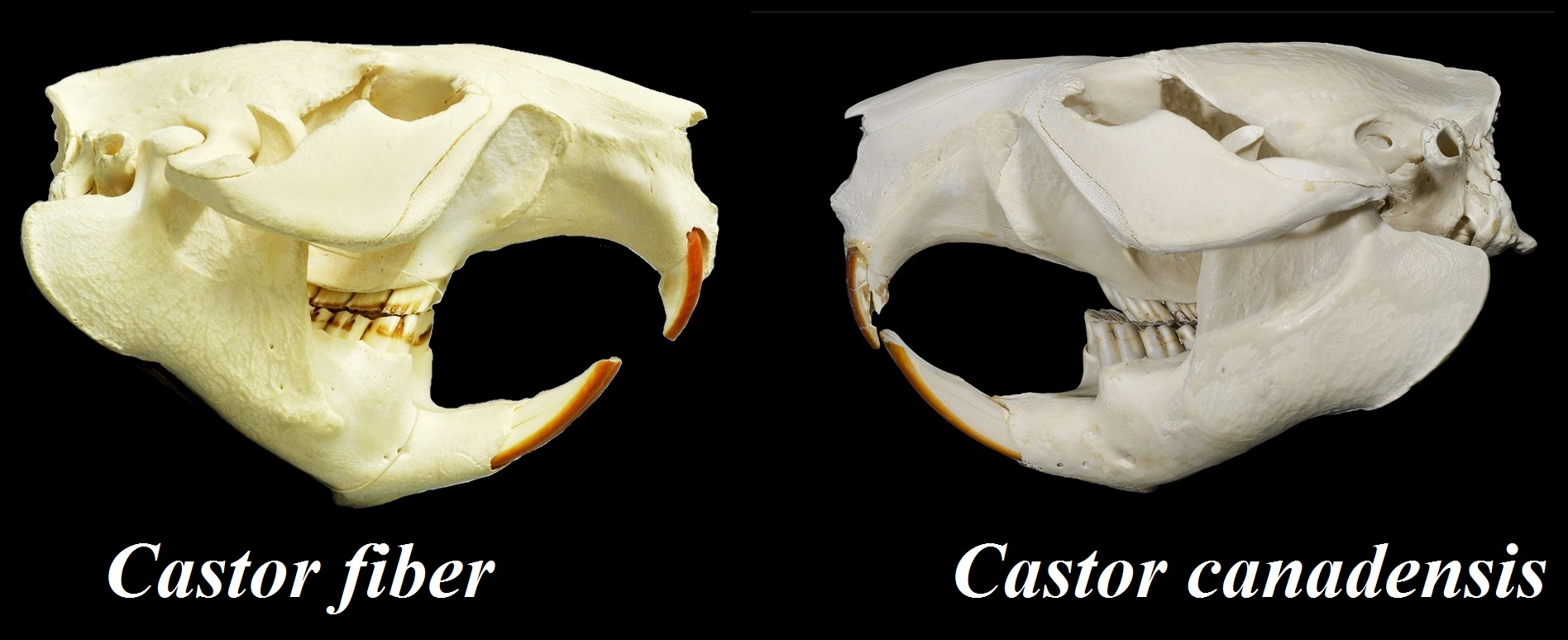
Cranio di castoro nordamericano (destra) in confronto a quello d'un castoro europeo (sinistra).

Il castoro europeo è una delle specie più grandi di roditori ed è il più grande roditore nativo dell'Eurasia.
Il peso varia tra gli 11 e i 30 kg (l'esemplare più grande registrato pesava 31,7 kg). 
Tipicamente la lunghezza totale testa-coda è di 80–100 cm, di cui la lunghezza della coda varia dai 25 ai 50 cm.

## Biologia
Il castoro europeo vive in coppia e ogni esemplare occupa un territorio di 13 ettari circa d'area umida. Sono animali monogami e le coppie durano a lungo; la maturità sessuale viene raggiunta verso i 3-4 anni e l'accoppiamento avviene in acqua, tra gennaio e marzo. La gestazione dura 106 giorni circa e nascono di solito dai due ai quattro piccoli. Solitamente essi sono già ricoperti di pelo, mentre gli occhi sono semichiusi.

## Distribuzione e habitat
In passato, in tutta Europa il castoro veniva ampiamente cacciato per le ghiandole, che secernono una sostanza odorosa, detta castoreo, anticamente molto usata in medicina, per la coda, che veniva un tempo considerata un cibo prelibato, e, soprattutto, per la morbida e calda pelliccia, utilizzata per la fabbricazione di abiti e cappelli.
All'inizio del XX secolo esso era rimasto solo nel delta del Rodano in Francia, nell'Elba in Germania, nel bacino del Dnepr in Bielorussia e in rarissime zone umide nel sud della Norvegia. Inoltre, veniva danneggiato anche dalla riduzione delle zone umide. Tuttavia, il castoro europeo viene ora reintrodotto in tutta Europa, specialmente nella Penisola scandinava.
Diverse migliaia di castori vivono oggi nell'Elba, nel Rodano, nel Danubio e in alcune parti della Scandinavia. Essi sono stati reintrodotti in Baviera, Paesi Bassi e Svizzera (specialmente nel lago di Ginevra) dove ci sono circa 350-400 esemplari derivanti dai 140 liberati nel 1958-1977 con l'intento di creare varie colonie. Programmi di reintroduzione sono in corso in Scozia e in Galles. Tutti i castori reintrodotti tendono a diffondersi in nuovi territori.
Nel 2006 i castori europei erano circa 640 000, diffusi in ventidue Stati d'Europa. Gli Stati con la maggior diffusione sono Russia, Polonia e Germania. 
Il suo areale comprende quasi tutta l'Europa settentrionale, centrale e orientale. In certi Paesi il castoro condivide il territorio con la nutria, specie sudamericana invasiva, sfuggita dagli allevamenti di pellicce e moltiplicatasi a dismisura.
Al di fuori dell'Europa il castoro europeo è diffuso in Siberia e nella Mongolia settentrionale.

### In Italia
Presente nell'Italia centro-settentrionale fino al Seicento, il castoro fu oggetto di una caccia indiscriminata, che ne determinò la scomparsa dalla penisola.
A fine novembre del 2018, a seguito di numerose verifiche e avvistamenti di cacciatori e ambientalisti, viene confermata la presenza del castoro nel comune di Tarvisio, in Friuli-Venezia Giulia. Ciò segna il ritorno, dopo quattrocento anni, della specie in Italia, senza interventi da parte dell'uomo. 
L'esemplare molto probabilmente è rientrato in Italia dalla vicina Austria, dove è già presente stabilmente.
A novembre 2020 è stato avvistato un esemplare in Alto Adige (Val Pusteria).
A luglio 2021 è stata confermata la presenza di alcuni esemplari anche in Toscana, nelle province di Arezzo, Grosseto e Siena; la ricomparsa in queste zone è con tutta probabilità frutto di rilasci in natura non autorizzati.
Nel 2022 è stata segnalata la prima diga italiana nella Valtiberina e l'anno seguente il primo castoro sulle Alpi Occidentali, a Verbania.